# Daniel I. Arnon
Daniel Israel Arnon (* 14. November 1910 in Warschau; † 20. Dezember 1994 in Berkeley, Kalifornien) war ein US-amerikanischer Biologe, Biochemiker und Pflanzenphysiologe polnischer Abstammung.

## Leben
Arnon studierte an der University of California in Berkeley bei Dennis Robert Hoagland (BS 1932, PhD 1936). Er wurde 1941 Ass. Prof. und 1946 Assoc. Prof. für Zellphysiologie an der University of California. 1961 wurde er in die National Academy of Sciences, 1962 in die American Academy of Arts and Sciences gewählt, 1974 zum Mitglied der Leopoldina. 1973 erhielt er die National Medal of Science.

## Versuch von Arnon
Er trennte zunächst Chloroplasten auf und trennte dann durch Zentrifugation Thylakoide und Stroma:
Den Thylakoiden gab er in wässriger Phase Licht, NADP+, ADP, Phosphat- und Magnesium2+-Ionen zu. Nach der Reaktion lagen NADPH/H+, ATP und Sauerstoff vor. Arnon entdeckte 1954 die Photophosphorylierung, also die lichtabhängige Bildung von ATP bei der Photosynthese in vitro. Darüber hinaus belegte er, dass der bei der Photosynthese gebildete Sauerstoff aus den O-Atomen des Wassers gebildet wird (Fotolyse des Wassers). Dem Stroma gab er nun die bei der Thylakoid-Reaktion gebildeten Stoffe ATP und NADPH/H+ und CO2 zu. Daraus entstand Glucose, ADP und NADP+. Die war ein Beleg dafür, dass das CO2 in Glucose fixiert wird.
(veröff. zusammen mit Mary Belle Allen und Frederick Robert Whatley: Photosynthesis by isolated chloroplasts. In: Nature 174 (1954): 394-196.)